# Musʿab ibn az-Zubair
Musʿab ibn az-Zubair ibn al-ʿAuwām (arabisch مصعب بن الزبير بن العوام, DMG Muṣʿab b. az-Zubair b. al-ʿAuwām; † 691 bei Maskin) war der wichtigste Heerführer des Gegenkalifen Abdallah ibn az-Zubair (684–692).
Nach der Ausrufung von Abdallah az-Zubair zum neuen Kalifen in Mekka und dem Ausbruch des Bürgerkrieges mit den Umayyaden stieg dessen Bruder Musab ibn az-Zubair schnell zum wichtigsten Heerführer auf. Zwar scheiterte 685 ein Angriff auf Palästina, doch konnte er mit Unterstützung irakischer Truppen einen Feldzug der Umayyaden in den Hedschas abwehren.
Schon 686 wurde Musab zum Statthalter im Irak ernannt um den Aufstand des Muchtar zu bekämpfen. Mit Hilfe der arabischen Stammesaristokratie konnte er auch schnell Erfolge erzielen und nach dem Tod des Muchtar 687 den gesamten Irak unter seine Herrschaft bringen. Allerdings dauerten die Kämpfe mit den Charidschiten/Azraqiten im Südiran weiter an. Wirklich entscheidende Siege konnten aber nicht errungen werden. Vielmehr breiteten sich die Charidschiten auch in Ostarabien, dem Oman und den Jemen aus.
Durch diese Kämpfe abgelenkt konnte Musab die Umayyaden, seine eigentlichen Hauptgegner, nicht bekämpfen. Als die Umayyaden 691 unter Abd al-Malik fiel Musab ibn az-Zubair in der Schlacht von Maskin, nachdem sich ein Teil seiner Truppen vom Schlachtfeld zurückgezogen hatte.
Damit war auch das Ende seines Bruders Abdallah besiegelt, der nun ohne Unterstützung aus anderen Teilen des Kalifats 692 im Kampf um Mekka starb.
Er tritt gemeinsam mit seiner Gattin Aischa bint Talha in der Geschichte Die Liebe von Mus'ab ibn al-Zubair und Aischa bint Talha (ANE 113) in Tausendundeine Nacht in Erscheinung.